# Johannes Roth (Zoologe)
Johannes Rudolf Roth (* 4. September 1815 in München; † 26. Juni 1858 in Hasbeya am Berg Hermon, Libanon) war ein deutscher Zoologe und Forschungsreisender.

## Familie
Roth war der Sohn des Juristen und königlich bayerischen Staatsrats und Oberkonsistorialpräsidenten Friedrich von Roth (1780–1852) und der Katharina Merkel (1792–1842).

## Leben
In seiner Heimatstadt studierte er an der Universität München die Fächer Medizin und Naturwissenschaften.
Seinen Lehrer Gotthilf Heinrich von Schubert (1780–1860) begleitete er 1836/1837 auf dessen Forschungsreise nach Ägypten und Palästina. Ab 1839 bereiste er Ostindien und die nördliche Westküste Afrikas zwecks naturwissenschaftlicher Forschungen. In den Jahren 1841/1842 hielt er sich in Dschibuti auf.
Im Jahr 1843 wurde er Professor für Zoologie an der Universität München. Seit 1846 war er außerordentliches Mitglied der Bayerischen Akademie der Wissenschaften. 1852 unternahm er eine zweite und 1856 eine dritte Reise nach Palästina. Auf dieser letzten Reise starb er mit knapp 33 Jahren in Hasbeya. Sein Grab befindet sich auf dem Zionsfriedhof (Jerusalem).